# Wonder Woman (film 2017)
Wonder Woman è un film del 2017 diretto da Patty Jenkins.
Basato sull'omonimo personaggio di DC Comics, interpretata da Gal Gadot, è il quarto film del DC Extended Universe (DCEU). Del cast fanno parte anche Chris Pine, Connie Nielsen, Robin Wright, Lucy Davis, Danny Huston, Ewen Bremner, Saïd Taghmaoui, Elena Anaya e David Thewlis. La pellicola è stata un successo di pubblico e di critica, tanto che l'American Film Institute l'ha inserita tra i dieci migliori film del 2017.

## Trama
A Parigi, Diana Prince riceve da Bruce Wayne la foto originale di cui Lex Luthor aveva una copia digitale; nel biglietto egli chiede se un giorno gli racconterà la storia dietro alla foto.
Nell'antichità Zeus creò l'uomo affinché rispettasse e pregasse gli dei; però Ares, figlio di Zeus e dio della guerra, instillò sentimenti negativi nell'umanità, che avviarono conflitti e divisioni tra i popoli; per rimediare Zeus creò le Amazzoni, donne capaci di combattere ma anche di vivere pacificamente, e le mandò presso l'umanità per insegnare la pace e l'armonia. Ares fu talmente furioso che uccise gli altri dei. Zeus, rimasto solo, sconfisse alla fine il figlio ribelle, ma non poté ucciderlo; così lasciò alle Amazzoni due doni prima di morire: l'isola di Themyscira, dove le donne guerriere vivono in pace nascoste dal mondo, e un'arma capace di uccidere Ares se e quando fosse mai tornato.
Tempo dopo la piccola principessa Diana, figlia della regina Ippolita, sovrana delle Amazzoni, vive con le sue sorelle su Themyscira, desiderando ardentemente di diventare forte come loro, ma la madre rifiuta costantemente di assecondare i desideri della bambina, che viene addestrata di nascosto da Antiope, sorella di Ippolita e condottiera dell'esercito.
Diventata adulta, un giorno Diana assiste all'ammaraggio del capitano Steve Trevor, salvandolo. Un gruppo di soldati tedeschi sbarca alla sua ricerca, ingaggiando battaglia con le Amazzoni che li respingono, seppure a costo di parecchie perdite tra cui la stessa Antiope, che in punto di morte esorta Diana a seguire il destino delle Amazzoni e uccidere Ares. Trevor viene interrogato da Ippolita con il Lazo di Estia, una corda dorata indistruttibile che obbliga chiunque a dire la verità, e rivela di essere una spia americana che deve portare a Londra i piani di un nuovo e più letale gas mostarda, creato dalla dottoressa Isabel Maru, nota come "Dottor Poison", per il generale tedesco Erich Ludendorff.
Il racconto delle stragi della Grande Guerra turba molte amazzoni compresa Diana, che considera tutto opera di Ares, venuto a concludere definitivamente il suo oscuro piano. La notte Diana fugge insieme a Trevor e contro il parere della madre, portando con sé il Lazo di Estia e la spada Ammazzadei in grado di uccidere Ares. Ippolita li raggiunge prima che si allontanino, ma decide di lasciare andare la figlia, sapendo che è inutile cercare di trattenerla. Arrivati a Londra i due consegnano al comando inglese il diario della dottoressa Maru, ma gli ufficiali negano l'autorizzazione a procedere a qualsiasi azione. Steve decide di accompagnare ugualmente Diana al fronte e recluta tre uomini per aiutarli: il tuttofare nordafricano Sameer, il tiratore scelto scozzese Charlie e il contrabbandiere nativo americano chiamato il Capo. Sir Patrick Morgan, presente al consiglio degli ufficiali alla consegna del diario, si fa inoltre avanti e finanzia in maniera non ufficiale l'impresa, elogiandone il coraggio.
Il gruppo attraversa gli scenari desolanti della guerra e raggiunge il fronte, dove i soldati in trincea sono fermi da un anno; Diana si rifiuta di aggirarla e carica frontalmente il nemico, ispirando i compagni e i soldati alleati, sfondando le linee nemiche e liberando il paese vicino; qui viene scattata la famosa foto con i cinque in posa. Presto si scopre che Ludendorff vuole ribaltare le sorti della guerra con l'utilizzo del gas mostarda e Diana manifesta i suoi propositi di ucciderlo, poiché convinta che l'ufficiale sia in realtà Ares, sicura che la sua influenza sarà spezzata alla sua morte e gli uomini ritroveranno la ragione; tuttavia sir Patrick ordina loro di non ucciderlo, perché ciò comprometterebbe l'armistizio. Diana e Steve ignorano l'ordine e s'intrufolano in una serata di gala organizzata da Ludendorff, ma non riescono a fermarlo prima che come dimostrazione utilizzi l'arma sul paesino da loro appena liberato, uccidendone tutti gli abitanti. Diana, furiosa perché Steve le ha impedito di uccidere Ludendorff e dunque, di salvare tutte quelle vite, si lancia all'inseguimento dell'ufficiale tedesco, riuscendo infine ad ucciderlo; tuttavia nulla cambia e la guerra sembra proseguire immutata.
Steve la raggiunge spiegandole che non ha mai creduto all'esistenza di Ares e che l'umanità è sempre stata così, poi cerca di fermare un bombardiere che sta per partire per attaccare Londra con l'aiuto di Sameer, Charlie e il Capo. Mentre Diana è ancora incredula per quanto accaduto, appare sir Patrick Morgan, che le rivela di essere lui Ares e le spiega che l'umanità è sempre stata egoista e distruttiva, e lui si è limitato a dare qualche spinta e alcune idee; quando poi l'Ammazzadei si infrange contro di lui, egli le svela che la vera Ammazzadei è lei, poiché figlia di Zeus ed Ippolita, e di conseguenza una dea, l'unica capace di ucciderlo. Intanto Steve sale sull'aereo, lo dirotta e si sacrifica in prima persona, facendolo esplodere ad alta quota per impedire una strage a terra. Diana, affranta per la morte di Steve, libera tutto il suo potere, mentre Ares, contento della sua furia, la invita ad unirsi a lui. Ma Diana, grazie al gesto eroico di Steve, capisce che gli umani non hanno solo l'oscurità dentro di loro, ma sono anche capaci di essere buoni e generosi, quindi si può sperare in loro. Alla fine Diana uccide Ares; con la sua morte i combattimenti cessano e viene firmato l'armistizio. In epoca contemporanea Diana ringrazia Bruce Wayne con una e-mail, confermando il suo proposito di proteggere la vita di tutti.

## Personaggi

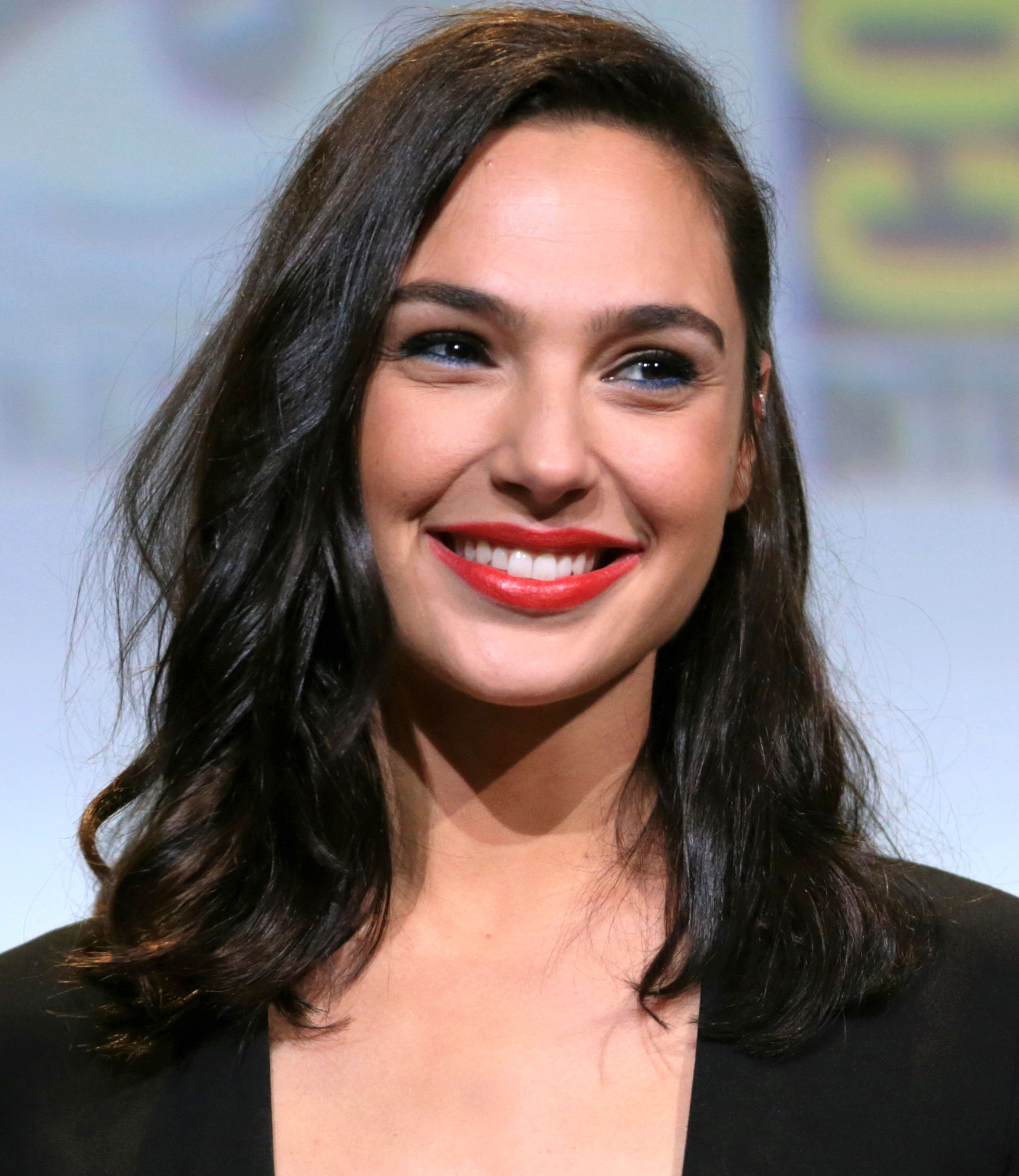
La protagonista Gal Gadot

- Diana Prince / Wonder Woman, interpretata da Gal Gadot: principessa amazzone di 5000 anni, figlia di Ippolita e Zeus e sorellastra di Ares.[2] Gadot venne preferita a Élodie Yung e Olga Kurylenko per il ruolo della protagonista (apparso per la prima volta in Batman v Superman: Dawn of Justice).[3] Il personaggio è interpretato da Lilly Aspel da bambina[4] e da Emily Carey da adolescente.[5]
- Steve Trevor, interpretato da Chris Pine: capitano dell'Esercito degli Stati Uniti, ragazzo mondano e affascinante.[6][7]
- Antiope, interpretata da Robin Wright: sorella di Ippolita e zia di Diana.[8]
- Erich Ludendorff, interpretato da Danny Huston: uno spietato e ambizioso generale dell'esercito tedesco durante la prima guerra mondiale.
- Sir Patrick, interpretato da David Thewlis: un oratore per la pace che si rivela essere Ares, figlio di Zeus e fratellastro di Diana.[9][10][11] Per il ruolo era stato considerato pure Sean Bean.
- Ippolita, interpretata da Connie Nielsen: regina amazzone di Themyscira, madre di Diana.[12]
- Dr. Isabel Maru, interpretata da Elena Anaya: una scienziata pazza associata al generale Ludendorff e specializzata in chimica e veleni.
- Etta Candy, interpretata da Lucy Davis: simpatica, fedele, e amichevole segretaria di Steve Trevor che fa amicizia con Diana.[13]
- Sameer, interpretato da Saïd Taghmaoui: un agente segreto che è un maestro di travestimenti, un alleato di Steve Trevor.[14][15]
- Charlie, interpretato da Ewen Bremner: adora cantare e soffre di un disturbo da stress post-traumatico; Un alleato di Trevor.[14]
- Il Capo, interpretato da Eugene Brave Rock: un opportunista che commercia con entrambi i lati della guerra.[16]
- Menalippe, interpretata da Lisa Loven Kongsly: consigliere della regina Ippolita.
- Arabic man, interpretato da Mounir Echchaoui soldato in guerra.

Mayling Ng, Florence Kasumba, Madeleine Vall Beijner, Hayley Jane Warnes e Ann Wolfe interpretano rispettivamente Orana, Acantha, Egeria, Aella e Artemide. Inoltre, Doutzen Kroes veste i panni di Venelia, mentre Samantha Jo quelli di Euboea.

## Produzione

### Sviluppo

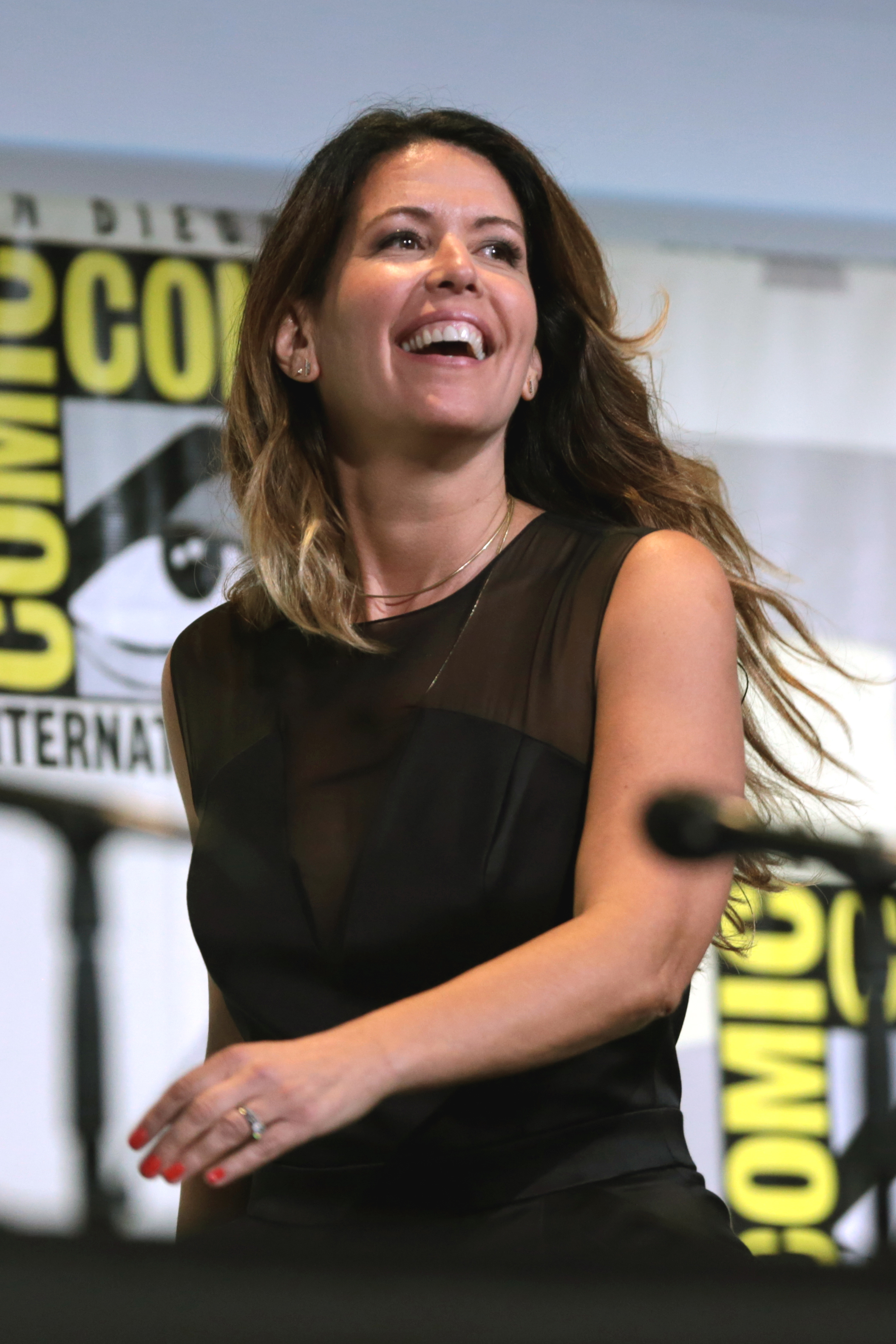
La regista Patty Jenkins

Sviluppi per una trasposizione cinematografica iniziarono nel 1996 con Ivan Reitman come possibile produttore regista.
Nel marzo 2005, la Warner annunciò che Joss Whedon avrebbe scritto e diretto l'adattamento cinematografico. Dal momento che Whedon stava dirigendo Serenity all'epoca e non poteva dedicarsi al progetto Wonder Woman, non iniziò la sceneggiatura fino alla fine del 2005. Dopo quasi due anni, tuttavia, Whedon non aveva scritto un progetto completo e nel 2007 abbandonò il progetto.
Nel 2010, Warner Bros. ha affermato che un film era in fase di sviluppo, insieme a film basati su DC Comics Flash e Aquaman. Il direttore del DC, Diane Nelson, ha affermato che Wonder Woman «è stata, da quando ho iniziato, una delle prime tre priorità per DC e per Warner Bros., ci stiamo provando, ma è difficile». La Warner ha espressamente cercato una regista femminile per dirigere il film. Michelle Maclaren è stata assunta ma ha lasciato il progetto citando «divergenze creative». Nel 2015, Patty Jenkins ha accettato l'offerta per dirigere un'altra versione di Wonder Woman basata su una sceneggiatura di Allan Heinberg, da una storia scritta dallo stesso Heinberg insieme a Zack Snyder e Jason Fuchs. Il film è stato concepito come un prequel di Batman v Superman: Dawn of Justice, in cui appare per primo il personaggio della donna in un lungometraggio live action.

### Riprese
Le riprese del film sono state girate nel sud Italia, Regno Unito e Francia. Tra le varie location abbiamo la stazione King's Cross e Trafalgar Square a Londra, Museo del Louvre a Parigi; i produttori del film hanno cercato in tutto il mondo (47 paesi) e finalmente si è stabilito che Themyscira sarebbe stata la costa amalfitana, perché priva di alte maree, con altre numerose località del Sud Italia come Sassi di Matera e Castello del Malconsiglio in Basilicata, Castel del Monte e Gargano (Baia delle Zagare e Baia di Vignanotica) in Puglia, Palinuro e Marina di Camerota in Campania.
Durante la lavorazione del film, sono state effettuate riprese aggiuntive; in quel momento Gal Gadot era incinta, così le misero un panno verde del green screen attorno alla vita e poi modificarono il tutto in post-produzione.
La foto che Diana guarda all'inizio di Wonder Woman e la scena dello scatto della foto nel film non sono tratte dallo stesso momento sul set; nel corso di un'intervista a Yahoo! Movies, lo ha raccontato Ewen Bremner: «È stata la prima cosa che abbiamo girato. Prima ancora di girare una singola scena per Wonder Woman, abbiamo fatto quello scatto.» La fotografia è stata scattata quindi all'inizio della produzione (a novembre 2015, circa 4 mesi prima dell'uscita di Batman v Superman: Dawn of Justice) per permettere a Zack Snyder di inserirla nel suo film. Per motivi pratici la regista si è limitata a quello scatto, tornando sull'intera scena diversi mesi dopo. Nonostante la ricostruzione della scena, si nota una serie di incongruenze: il maglione a collo alto e l'acconciatura di Chris Pine, la parrucca di Gal Gadot, la posizione dello scudo, i suoi lacci e la mantella di Ewen Bremner leggermente diversa.

## Colonna sonora
La colonna sonora del film è stata scritta e composta dal compositore Rupert Gregson-Williams. L'album completo è stato pubblicato lo stesso giorno dell'uscita del film nelle sale.
La cantante Sia assieme al cantante Labrinth ha interpretato il brano To Be Human, scritto da Florence Welch e Rick Nowels.
1. Amazons of Themyscira – 6:47
2. History Lesson – 5:16
3. Angel on the Wing – 3:45
4. Ludendorff, Enough! – 7:37
5. Pain, Loss & Love – 5:27
6. No Man's Land – 8:52
7. Fausta – 3:20
8. Wonder Woman's Wrath – 4:06
9. The God of War – 8:02
10. We Are All to Blame – 3:11
11. Hell Hath No Fury – 3:58
12. Lightning Strikes – 3:35
13. Trafalgar Celebration – 4:50
14. Action Reaction – 5:54
15. Sia – To Be Human (feat. Labrinth) – 4:00

## Promozione

Banner promozionale del film

Il primo teaser trailer del film è stato diffuso durante il San Diego Comic-Con International 2016.

## Distribuzione
Wonder Woman è stato distribuito nelle sale cinematografiche statunitensi a partire dal 2 giugno 2017, mentre in Italia per il 1º giugno dello stesso anno.
In particolare, a fini promozionali, all'Alamo Drafthouse Cinema di Austin sono state organizzate due proiezioni riservate a sole donne, per celebrare «il primo film con protagonista una supereroina diretto da una donna» registrando il tutto esaurito. Sulla pagina Facebook del cinema sono apparsi commenti molto aggressivi di uomini che accusavano gli organizzatori di discriminazione e di sessismo.

## Accoglienza

### Incassi
Al 26 ottobre 2017 Wonder Woman aveva incassato 412550942 $ in Nord America e 409200000 $ nel resto del mondo, per un incasso totale di 821750942 $, a fronte di un budget stimato in 149000000 $. Le stime sulla cifra che il film avrebbe dovuto superare per coprire i costi di produzione e promozione e pareggiare i conti andavano da 300 a 460 milioni di dollari. Deadline Hollywood ha calcolato che l'utile netto del film è stato di $ 252,9 milioni, prendendo in considerazione tutte le spese e le entrate, rendendolo il sesto film più redditizio del 2017.
Entro l'8 agosto, il film aveva raccolto 400 milioni di dollari in biglietti venduti, diventando il secondo film al femminile (dopo La bella e la bestia della Disney), e il terzo film Warner di maggior successo (dopo Il cavaliere oscuro e Il cavaliere oscuro - Il ritorno di Christopher Nolan), che detiene il record di film sulle origini dei supereroi più redditizi, sostituendo il precedente record detenuto da Spider-Man (2002). È divenuto anche il film con i guadagni più alti con un regista donna in termini di guadagni domestici, superando Frozen (2013).
Con le successive riedizioni l'incasso totale è arrivato a 823970682 $.

### Critica
Wonder Woman ha ricevuto una risposta ampiamente positiva dalla critica, con alcuni che lo definiscono il miglior film del DC Extended Universe, elogiando la regia di Jenkins e la recitazione, la chimica tra Gadot e Pine, la colonna sonora e le sequenze d'azione.
Rotten Tomatoes riporta una percentuale di gradimento del 93% con un voto medio di 7.7 su 10 basato su 479 recensioni, mentre su Metacritic ha una valutazione media di 76 su 100 basata su 50 recensioni. Il pubblico intervistato da CinemaScore ha assegnato al film "A" come voto medio su una scala da A + a F, mentre PostTrak ha riferito che gli spettatori gli hanno assegnato un punteggio complessivo positivo dell'85% e un "consiglio definitivo" del 73%.
I critici hanno commentato favorevolmente la performance di Gadot del personaggio titolare e di Steve Trevor di Chris Pine. Andrew Barker di Variety ha trovato il film più spensierato dei recenti film della DC Comics: «Mai incline a stufare in solitudine e prendendo più appunti da Richard Donner che da Christopher Nolan, Wonder Woman di Patty Jenkins offre una gradita tregua dallo stile di casa DC di cupa oscurità - turbolento, serio, a volte sciatto, ma costantemente divertente - con la star Gal Gadot si sta dimostrando una scelta ispirata per questo avatar di verità, giustizia e modo amazzonico».
Vox ha dichiarato «Trevor è il fidanzato di una supereroina di cui i film a fumetti hanno bisogno». Mick LaSalle del San Francisco Chronicle ha lodato le interpretazioni di Gadot, Pine, Huston e Thewlis mentre elogia la "diversa prospettiva" e l'umorismo del film. Richard Roeper del Chicago Sun-Times ha descritto la performance di Gadot come fonte di ispirazione, eroica, sentita e accattivante e la più "vera" rappresentazione di Wonder Woman.

## Riconoscimenti
- 2018 - Screen Actors Guild Award
  - Migliori controfigure cinematografiche
- 2018 - Saturn Award[55]
  - Miglior attrice a Gal Gadot
  - Candidatura Migliore trasposizione da fumetto a film
  - Candidatura Miglior attore non protagonista a Chris Pine
  - Candidatura Miglior regia a Patty Jenkins
  - Candidatura Miglior sceneggiatura a Allan Heinberg
  - Candidatura Migliori costumi a Lindy Hemming
- 2017 - American Film Institute[56]
  - Migliori dieci film dell'anno
- 2018 - EDA Awards
  - Candidatura Miglior regista donna a Patty Jenkins
  - Candidatura Miglior realizzazione nell'industria cinematografica di una donna a Patty Jenkins
- 2018 - Critics' Choice Movie Award
  - Miglior film d'azione
  - Candidatura Migliori costumi a Lindy Hemming
  - Candidatura Migliori effetti visivi
- 2018 - Artios Award
  - Candidatura Miglior realizzazione nel casting di un film drammatico ad alto budget
- 2018 - Empire Awards[57][58]
  - Miglior sci-fi/fantasy
  - Candidatura Miglior film
  - Candidatura Miglior attrice a Gal Gadot
  - Candidatura Miglior regista a Patty Jenkins
- 2017 - Golden Trailer Awards
  - Migliore dello spettacolo
  - Migliore Categoria Azione/Avventura'
  - Miglior Poster di un Blockbuster estivo del 2017
  - Candidatura Miglior Blockbuster estivo del 2017
  - Candidatura Miglior Poster fantasy o d'avventura
- 2018 - Premio Hugo
  - Miglior rappresentazione drammatica, forma lunga
- 2018 - Kids' Choice Award
  - Candidatura Miglior film
- 2017 - Los Angeles Online Film Critics Society Awards
  - Miglior Blockbuter
  - Candidatura Miglior regista donna a Patty Jenkins
  - Candidatura Miglior film d'azione
  - Candidatura Migliori effetti speciali

- 2018 - Los Angeles Online Film Critics Society Awards
  - Candidatura Miglior lavoro stunt
- 2018 - Golden Reel Awards
  - Candidatura Miglior montaggio sonoro nella colonna sonora a Simon Changer, J.J. George, Christopher Benstead e Gerard McCann
- 2018 - MTV Movie & TV Awards
  - Miglior combattimento a Gal Gadot vs. soldati tedeschi
  - Candidatura Miglior film
  - Candidatura Miglior eroe a Gal Gadot
- 2017 - National Board of Review Award
  - Spotlight Award a Patty Jenkins e Gal Gadot
- 2018 - Rising Star Award
  - Miglior attrice a Gal Gadot
- 2017 - Phoenix Film Critics Society Awards
  - Candidatura Migliori costumi a Lindy Hemming
  - Candidatura Migliori effetti speciali
- 2018 - Satellite Award
  - Migliore colonna sonora a Rupert Gregson-Williams
  - Candidatura Migliore sceneggiatura non originale a Jason Fuchs e Allan Heinberg
  - Candidatura Migliori effetti visivi
- 2018 - Taurus World Stunt Awards
  - Miglior Coordinatore di Stunt e/o Direttore delle Unità in seconda a Damon Caro, Tim Rigby e Marcus Shakesheff
  - Candidatura Miglior Combattimento a Caitlin Dechelle, Oliver Gough, Ian Pead, Nick Roeten e Luke Scott per Wonder vs. soldati tedeschi in una costruzione
- 2017 - Teen Choice Awards[59][60][61]
  - Miglior film d'azione
  - Miglior attore in un film d'azione a Chris Pine
  - Miglior attrice in un film d'azione a Gal Gadot
  - Candidatura Choice Movie Ship a Chris Pine e Gal Gadot
  - Candidatura Miglior film dell'estate
  - Candidatura Miglior attore in un film dell'estate a Chris Pine
  - Candidatura Miglior attrice in un film dell'estate a Gal Gadot
  - Candidatura Miglior bacio a Chris Pine e Gal Gadot
- 2017 - Washington DC Area Film Critics Association Awards
  - Candidatura Miglior scenografia a Aline Bonetto e Anna Lynch-Robinson
- 2018 - Darryl F. Zanuck Award[62]
  - Candidatura Miglior film

## Sequel
Il 20 giugno 2017, Geoff Johns, produttore esecutivo del film, ha rivelato che il sequel di Wonder Woman è in sviluppo e che Patty Jenkins è in trattative, benché non sia chiaro se riprenderà il ruolo di regista. Lo stesso giorno il presidente di Warner Bros. Pictures Toby Emmerich ha affermato che il sequel sarà nuovamente ambientato nel passato. Il 30 giugno, Patty Jenkins ha espresso la sua volontà di dirigere il sequel dicendo che quest'ultimo «è una continuazione della storia dello stesso personaggio, ma c'è un racconto completamente grandioso e diverso da raccontare». L'11 settembre è arrivata la conferma che la Jenkins dirigerà anche Wonder Woman 2, che, inizialmente previsto per il 1º novembre 2019, uscirà nelle sale cinematografiche il 5 giugno 2020. Il 9 marzo 2018 Kristen Wiig ottiene il ruolo della villain Barbara Ann Minerva, alias Cheetah.
Nel giugno 2018 la regista Patty Jenkins diffonde le prime due foto del sequel e annuncia che il titolo sarà Wonder Woman 1984.